# Смирнова Ганна Федорівна
Ганна Федорівна Смирнова (1891, Тверська губернія, тепер Російська Федерація — 1966, місто Ленінград, тепер Санкт-Петербург) — радянська діячка, новатор виробництва, револьверниця Ленінградського заводу-судноверфі імені Жданова. Депутат Верховної Ради СРСР 1-го скликання.

## Біографія
Народилася в бідній селянській родині. Трудову діяльність розпочала у 1901 році нянькою в родині станційного службовця у місті Ржеві.
З чотирнадцятирічного віку — робітниця калошного цеху Петроградської фабрики «Треугольник». Учасниця робітничого і революційного руху. Брала участь в чотирьох страйках, за що в 1915 році була звільнена з роботи.
З 1918 року — стрілочниця, кочегар пожежного паровозу на Північній суднобудівній верфі міста Петрограда.
Член РКП(б) з 1924 року.
У 1926 році обрана членом парткому Північної суднобудівної верфі.
З 1927 по 1946 рік — револьверниця, бригадир комсомольсько-молодіжної бригади револьверниць турбінного цеху Ленінградського заводу-судноверфі імені Жданова міста Ленінграда.
У вересні 1935 року першою на підприємствах Кіровського району Ленінграда підхопила почин Олексія Стаханова. Замінивши трансмісійний шків верстата на шків більшого діаметру, вона збільшила число обертів різця і в перший же день роботи по-новому виготовила 318 деталей замість 180 за нормою. Надалі її виробіток досягнув 518 деталей за зміну, а потім і 620 деталей. Передову револьверницю обрали делегатом Першої Всесоюзної наради стахановців, була делегатом VIII Всесоюзного з'їзду Рад.
Потім — на пенсії в Ленінграді.

## Нагороди
- орден Трудового Червоного Прапора (8.12.1935)